# Zoológico de Chiang Mai

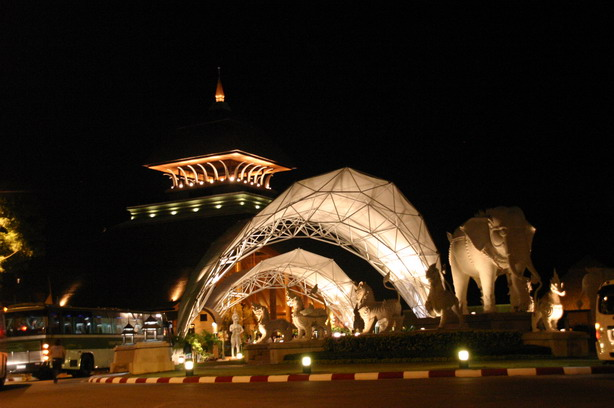

O Zoológico de Chiang Mai é um jardim zoológico localizado em Chiang Mai, na Tailândia.